# Metopa invalida
Metopa invalida är en kräftdjursart som beskrevs av Georg Ossian Sars 1892. Metopa invalida ingår i släktet Metopa och familjen Stenothoidae. Inga underarter finns listade i Catalogue of Life.